# Lista planetelor minore: 59001–60000
| Nume                                            | Denumire provizorie                             | Data descoperirii                               | Locul descoperirii                              | Descoperitor(i)                                 |                                                 |                                                 |                                                 |                                                 |                                                 |                                                 |                                                 |                                                 |                                                 |                                                 |                                                 |                                                 |                                                 |                                                 |                                                 |                                                 |                                                 |                                                 |                                                 |                                                 |                                                 |                                                 |                                                 |                                                 |                                                 |                                                 |                                                 |                                                 |                                                 |                                                 |                                                 |                                                 |                                                 |                                                 |                                                 |                                                 |                                                 |                                                 |                                                 |                                                 |                                                 |                                                 |                                                 |                                                 |                                                 |
| 59001–59100 Lista planetelor minore/59001–59100 | 59001–59100 Lista planetelor minore/59001–59100 | 59001–59100 Lista planetelor minore/59001–59100 | 59001–59100 Lista planetelor minore/59001–59100 | 59001–59100 Lista planetelor minore/59001–59100 | 59101–59200 Lista planetelor minore/59101–59200 | 59101–59200 Lista planetelor minore/59101–59200 | 59101–59200 Lista planetelor minore/59101–59200 | 59101–59200 Lista planetelor minore/59101–59200 | 59101–59200 Lista planetelor minore/59101–59200 | 59201–59300 Lista planetelor minore/59201–59300 | 59201–59300 Lista planetelor minore/59201–59300 | 59201–59300 Lista planetelor minore/59201–59300 | 59201–59300 Lista planetelor minore/59201–59300 | 59201–59300 Lista planetelor minore/59201–59300 | 59301–59400 Lista planetelor minore/59301–59400 | 59301–59400 Lista planetelor minore/59301–59400 | 59301–59400 Lista planetelor minore/59301–59400 | 59301–59400 Lista planetelor minore/59301–59400 | 59301–59400 Lista planetelor minore/59301–59400 | 59401–59500 Lista planetelor minore/59401–59500 | 59401–59500 Lista planetelor minore/59401–59500 | 59401–59500 Lista planetelor minore/59401–59500 | 59401–59500 Lista planetelor minore/59401–59500 | 59401–59500 Lista planetelor minore/59401–59500 | 59501–59600 Lista planetelor minore/59501–59600 | 59501–59600 Lista planetelor minore/59501–59600 | 59501–59600 Lista planetelor minore/59501–59600 | 59501–59600 Lista planetelor minore/59501–59600 | 59501–59600 Lista planetelor minore/59501–59600 | 59601–59700 Lista planetelor minore/59601–59700 | 59601–59700 Lista planetelor minore/59601–59700 | 59601–59700 Lista planetelor minore/59601–59700 | 59601–59700 Lista planetelor minore/59601–59700 | 59601–59700 Lista planetelor minore/59601–59700 | 59701–59800 Lista planetelor minore/59701–59800 | 59701–59800 Lista planetelor minore/59701–59800 | 59701–59800 Lista planetelor minore/59701–59800 | 59701–59800 Lista planetelor minore/59701–59800 | 59701–59800 Lista planetelor minore/59701–59800 | 59801–59900 Lista planetelor minore/59801–59900 | 59801–59900 Lista planetelor minore/59801–59900 | 59801–59900 Lista planetelor minore/59801–59900 | 59801–59900 Lista planetelor minore/59801–59900 | 59801–59900 Lista planetelor minore/59801–59900 | 59901–60000 Lista planetelor minore/59901–60000 | 59901–60000 Lista planetelor minore/59901–60000 | 59901–60000 Lista planetelor minore/59901–60000 | 59901–60000 Lista planetelor minore/59901–60000 | 59901–60000 Lista planetelor minore/59901–60000 |
| ----------------------------------------------- | ----------------------------------------------- | ----------------------------------------------- | ----------------------------------------------- | ----------------------------------------------- | ----------------------------------------------- | ----------------------------------------------- | ----------------------------------------------- | ----------------------------------------------- | ----------------------------------------------- | ----------------------------------------------- | ----------------------------------------------- | ----------------------------------------------- | ----------------------------------------------- | ----------------------------------------------- | ----------------------------------------------- | ----------------------------------------------- | ----------------------------------------------- | ----------------------------------------------- | ----------------------------------------------- | ----------------------------------------------- | ----------------------------------------------- | ----------------------------------------------- | ----------------------------------------------- | ----------------------------------------------- | ----------------------------------------------- | ----------------------------------------------- | ----------------------------------------------- | ----------------------------------------------- | ----------------------------------------------- | ----------------------------------------------- | ----------------------------------------------- | ----------------------------------------------- | ----------------------------------------------- | ----------------------------------------------- | ----------------------------------------------- | ----------------------------------------------- | ----------------------------------------------- | ----------------------------------------------- | ----------------------------------------------- | ----------------------------------------------- | ----------------------------------------------- | ----------------------------------------------- | ----------------------------------------------- | ----------------------------------------------- | ----------------------------------------------- | ----------------------------------------------- | ----------------------------------------------- | ----------------------------------------------- | ----------------------------------------------- |

| Predecesor: 58001–59000 | Lista planetelor minore 59001–60000 Semnificații ale numelor: 59001–60000 | Succesor: 60001–61000 |